# Nogent-sur-Marne
Nogent-sur-Marne è un comune francese di 31 279 abitanti situato nel dipartimento della Valle della Marna nella regione dell'Île-de-France, a sud-est di Parigi.
È conosciuto per aver ospitato un'importante comunità di immigrati italiani, provenienti principalmente dalle province di Piacenza (Val Nure) e di Parma.
Nel febbraio del 2012 questo piccolo comune, attraversato dalla Marna, è balzato agli onori della cronaca per una polemica innescata dalla volontà del suo sindaco di erigere nella piazza principale una statua in bronzo in onore di Carla Bruni-Sarkozy, moglie del ventitreesimo presidente della Repubblica francese Nicolas Sarkozy.

## Storia

### Simboli
La parte superiore riproduce il sigillo del 1790 del comune di Nogent-sur-Marne. Le spighe e l'uva rappresentano le coltivazioni locali.
Le due torri ricordano i castelli reali di Plaisance e di Beauté, dove morì Carlo V di Francia. Le onde simboleggiano il fiume Marna che scorre a fianco delle colline di Nogent.

## Società

### Evoluzione demografica
Abitanti censiti

## Amministrazione

### Gemellaggi
- Yverdon-les-Bains, dal 1964
- Siegburg
- Castiglione dei Pepoli, dal 2011
- Val Nure
- Jezzine
- Nazaré
- Bolesławiec
- Farini, dal 1983